# 成功湖 (湖泊)
成功湖，舊稱海軍消防湖，浚於台灣日治時期，是一個位在中華民國新竹市東區、國立清華大學校本部北校區的人工湖，初為日本海軍第六燃料廠新竹支廠消防需求所浚，自國立清華大學於該廠用地復校後，成功湖逐漸成為校園文化發展的中心。因景色優美，成功湖並被該校譽以「清華第一景」美名:188。

## 歷史
在台灣日治時期時，因應軍事需求，台灣總督府於1939年至1944年間籌建日本海軍第六燃料廠新竹支廠，生產作為航空燃油添加劑的異辛烷、提升戰機飛行效率；為滿足消防需要，工廠南面的海軍消防湖相應而生。
隨1945年第二次世界大戰結束、日本投降，中華民國政府接收台灣，迭經中國石油公司接手原日本海軍第六燃料廠新竹支廠建物、土地，於1955年撥用予國立清華大學，作在台復校校地之用。在朱樹恭擔任教務長的任期內，以彼時聯合國大會召開地點紐約州成功湖為發想，因而命名為成功湖。:161~162
清大在新竹市復校後，校舍於成功湖畔漸次建成，成功湖遂成為該校師生活動之重心之一。成功湖除了用以放養魚苗、教學外，該校師生亦曾會在成功湖泛舟、捕魚。湖畔也經常有師生活動，如「竹蜻蜓綠市集」等，可說是圍繞成功湖發展而形成的校園文化。儘管清大校園景觀隨著時代而有所變化，但成功湖始終是校園的重要景點:162。
隨著成功湖面臨淤積、優養化問題及安全考量，圍繞成功湖發展的各項活動、文化逐漸減少，因此清大校方於2022年至2023年間，投入7500萬整治成功湖，目標為改善成功湖周遭環境，並新設環湖步道等設施。

## 環境
成功湖位於國立清華大學校本部北校區，面積約33,000平方公尺，水深及膝，湖畔採漿砌石岸，並設有寄梅亭、八角亭、西瓜亭、環湖步道及進步碼頭等設施。成功湖內有湖心島及昱寧島等兩座小島，與湖畔以克恭、克勤二橋相連。成功湖並與大禮堂、風雲樓、社團辦公室及水木生活中心等建築比鄰。:162
寄梅亭、克恭橋
湖心島原為孤島，國立清華大學校友翟克併為紀念胞兄翟克恭捐建一連接湖心島的水泥橋，於1965年建成、1966年5月1日舉行命名儀式命名為克恭橋；一併捐建的中式涼亭坐落於湖心島，原稱湖心亭，後該校校友胡光麃為紀念該校校長周貽春之貢獻，取其表字寄梅，於1986年再行命名為寄梅亭。:162~163
克勤橋
國立清華大學1965級校友捐建的克勤橋連接西瓜島與成功湖畔，於1975年建成。
八角亭
八角亭位於成功湖畔，由國立清華大學08級校友值畢業40週年之際，於1976年捐建。八角亭懸掛的牌匾由同為該校校友的葉公超題字：「和道八極，賞樂四序，顏曰八極四秩蓋亦諧意八級四十也。」:163
西瓜亭
西瓜亭位於西瓜島，為一簡易涼亭，由四支柱子撐起、以欄杆搭建屋頂。
划船碼頭
划船碼頭供師生泛舟遊湖用，現已因安全考量不供使用。

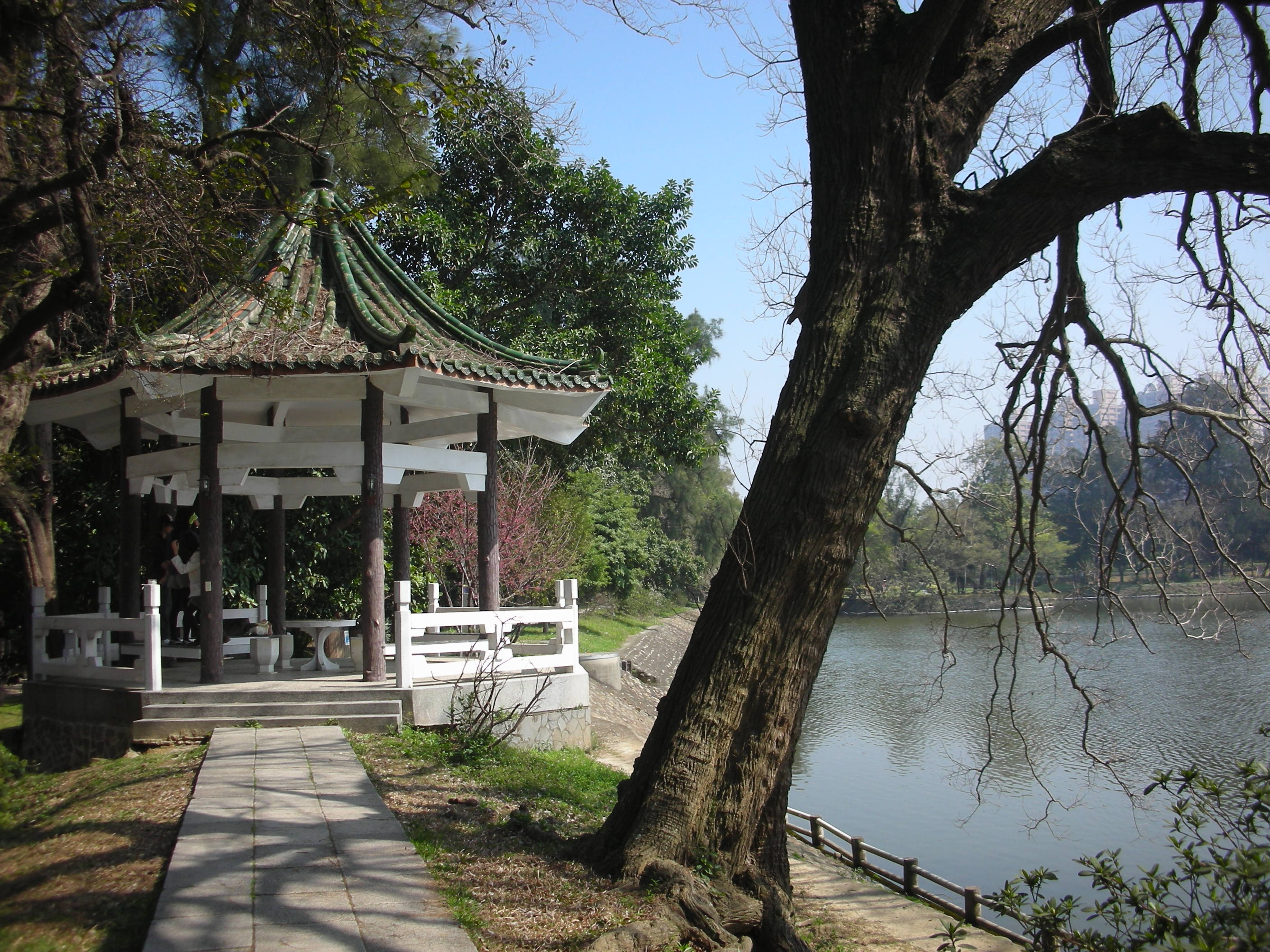
八角亭
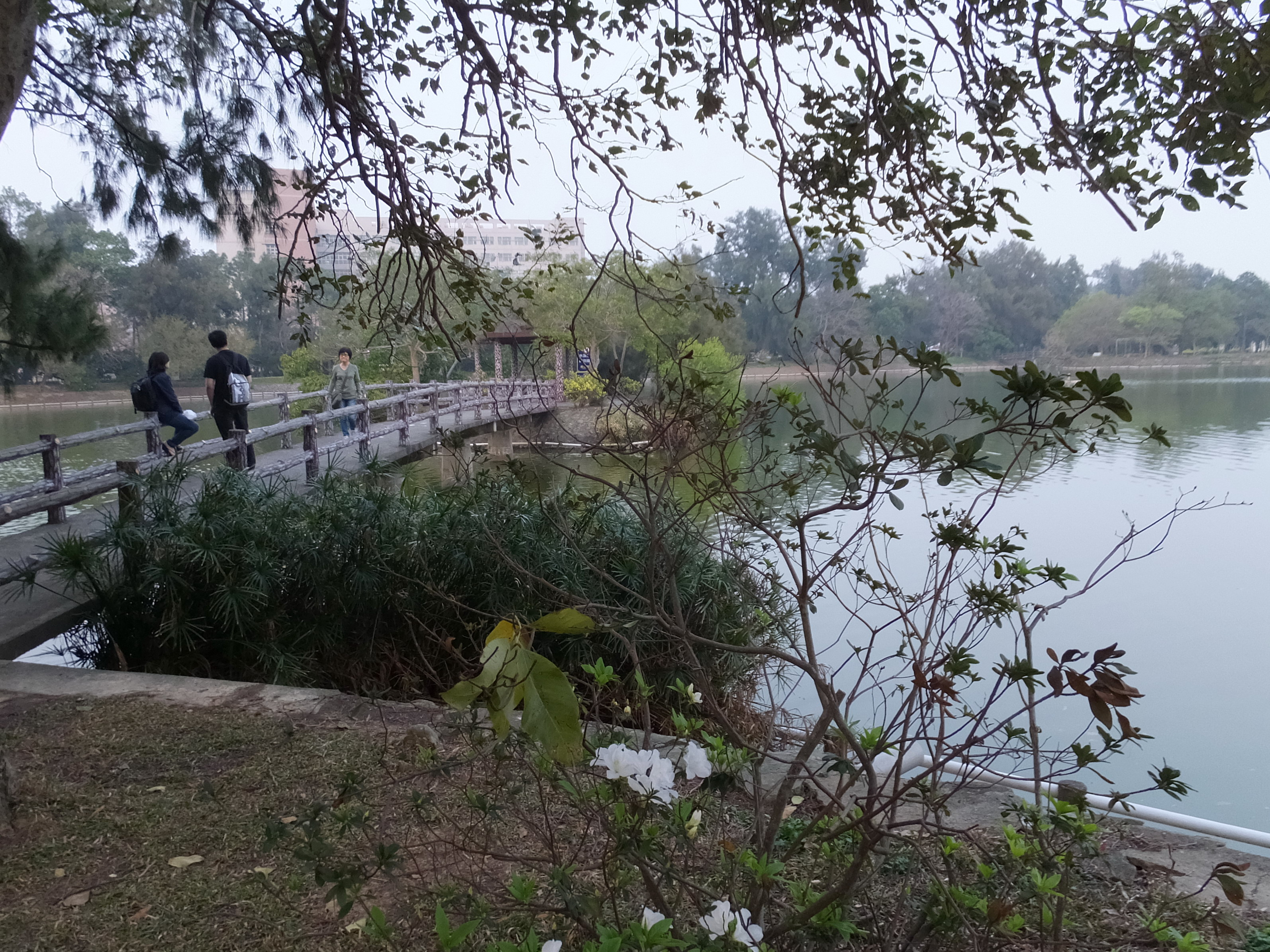
克恭橋
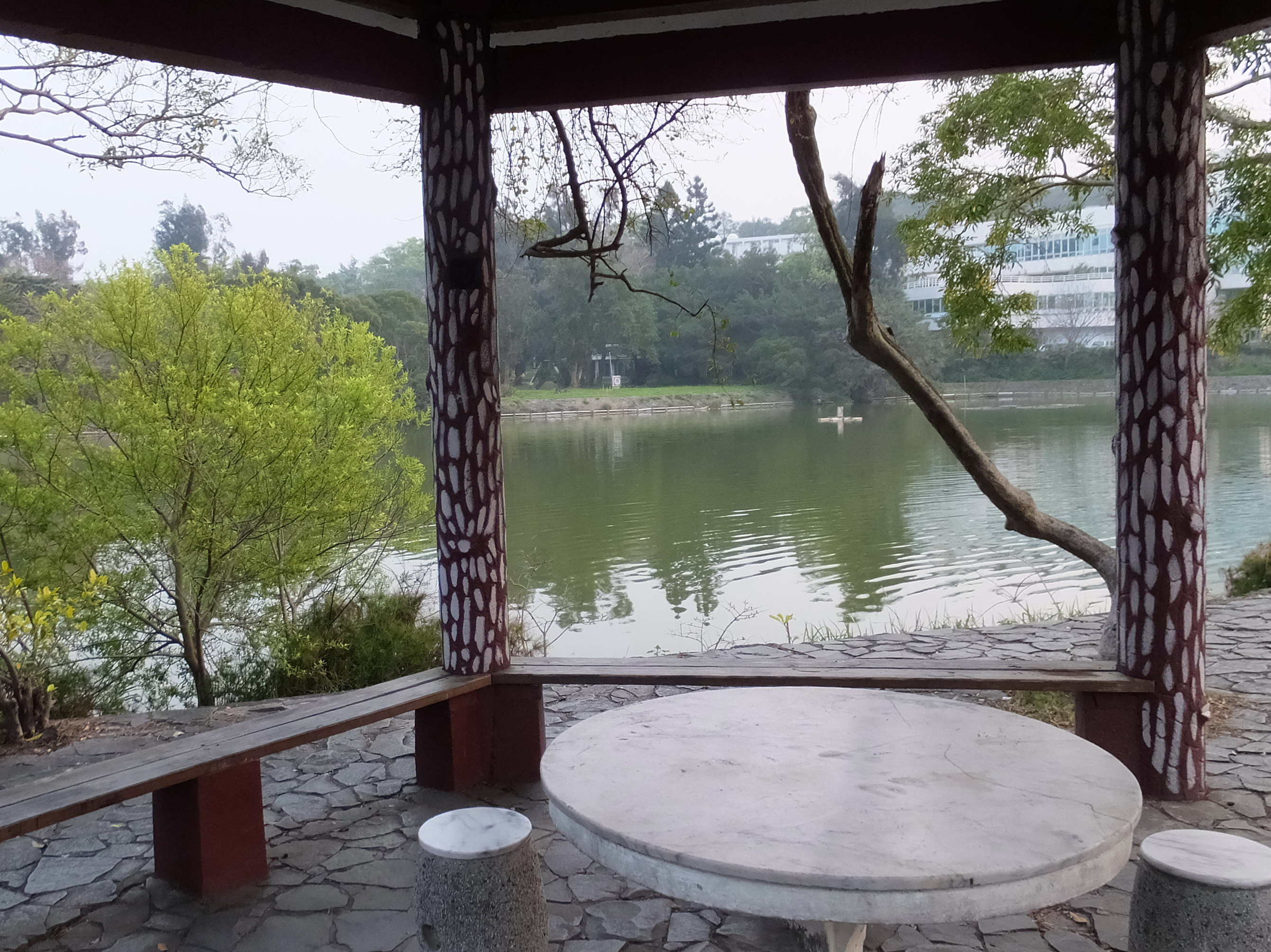
寄梅亭
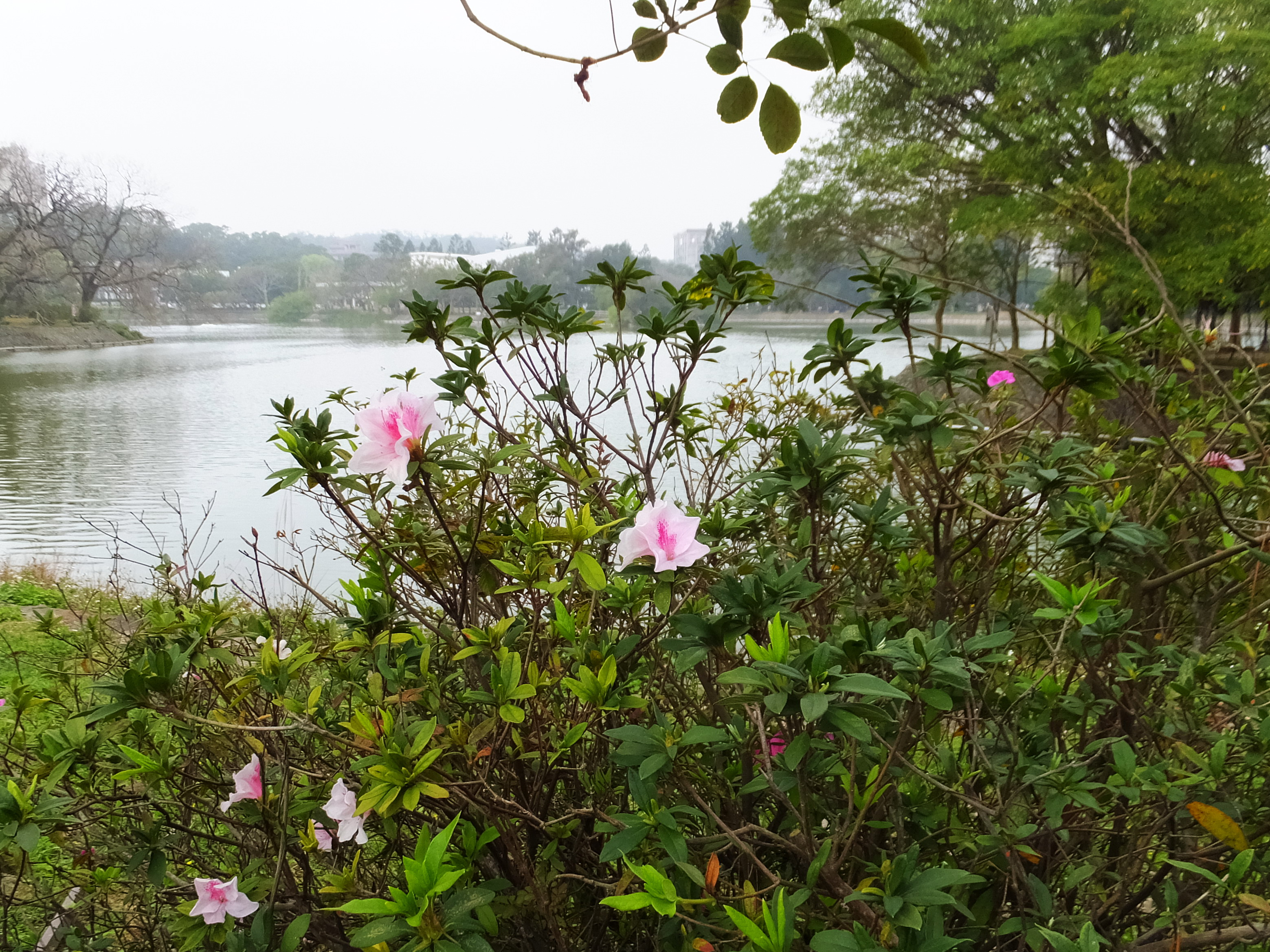
成功湖一隅

## 生態
成功湖景色優美，周遭棲息赤腹松鼠、麻雀、鴿子、樹鵲等動物，並栽植木麻黃、相思樹、烏臼、鳳凰木、阿勃勒、濕地松、平戶杜鵑、榔榆、印度橡膠樹等植物。

## 軼事
在校園文化中，清大學生間流傳：入學後第一個生日將壽星「拋入」，或令其自行跳下成功湖的傳統，用以象徵其正式「成為清華人」；此外亦流傳情侶時值情人節時牽手踏過克恭橋，並於寄梅亭許願即可幸福度過大學生活的傳說。:164

## 外部連結
- 國立清華大學校景即時看——成功湖